# Евдокимово (Вологодская область)
Евдокимово — деревня в Грязовецком районе Вологодской области.
Входит в состав Комьянского муниципального образования, с точки зрения административно-территориального деления — в Комьянский сельсовет.
Расстояние по автодороге до районного центра Грязовца — 25,3 км, до центра муниципального образования Хорошево — 3,2 км. Ближайшие населённые пункты — Прокунино, Курапово, Патракеево, Огарково.
По переписи 2002 года население — 24 человека (16 мужчин, 8 женщин). Преобладающая национальность — русские (96 %).